# Cirrhilabrus earlei
 Cirrhilabrus earlei és una espècie de peix de la família dels làbrids i de l'ordre dels perciformes.

## Morfologia
Els mascles poden assolir els 6,9 cm de longitud total.

## Distribució geogràfica
Es troba a Palau.